# ATF4
ATF4 és un factor de transcripció essencial en la resposta integrada a l'estrès (ISR) que s’activa quan les cèl·lules pateixen estrès metabòlic, com per exemple per manca de nutrients o problemes en les mitocòndries.
Aquest regula diversos gens per ajudar la cèl·lula a adaptar-se. Entre aquests, s’hi troben gens responsables de la síntesi de serina (important pel creixement cel·lular); transportadors que afavoreixen l’absorció d’aminoàcids; gens mitocondrials que milloren la respiració mitocondrial i, per tant, la producció d’energia; enzims implicats en la fructòlisi, una via alternativa per obtenir energia a partir de la fructosa, entre molts altres gens.
A més, ATF4 pot actuar amb altres factors activats en resposta a l’estrès cel·lular, com GCN2 i CHOP, per reforçar aquesta resposta.

## Estructura d'ATF4
ATF4 està format per diversos dominis amb diferents funcions específiques.
A l’extrem N-terminal, té una regió que permet interaccions amb coactivadors com p300, aquest domini és important perquè ATF4 pugui reclutar altres proteïnes per reforçar la seva funció com a activador transcripcional.
Més endavant, conté un motiu de reconeixement per βTrCP; aquest domini té la funció de degradació d’ATF4 per la via de proteosoma per a poder regular els nivells d’aquest factor de transcripció a la cèl·lula.
A l’extrem C-terminal hi ha un domini bàsic que permet reconèixer i unir-se a l’ADN, específicament a promotors de gens diana per poder reprimir o activar la seva expressió. A més el domini C-terminal també presenta un motiu leucine zipper que té la funció de dimeritzar, en homodímers i/o heterodímers, això és essencial perquè ATF4 pugui fer la seva funció de factor de transcripció, i per tant poder unir-se a l’ADN.